# Operação Acolhida

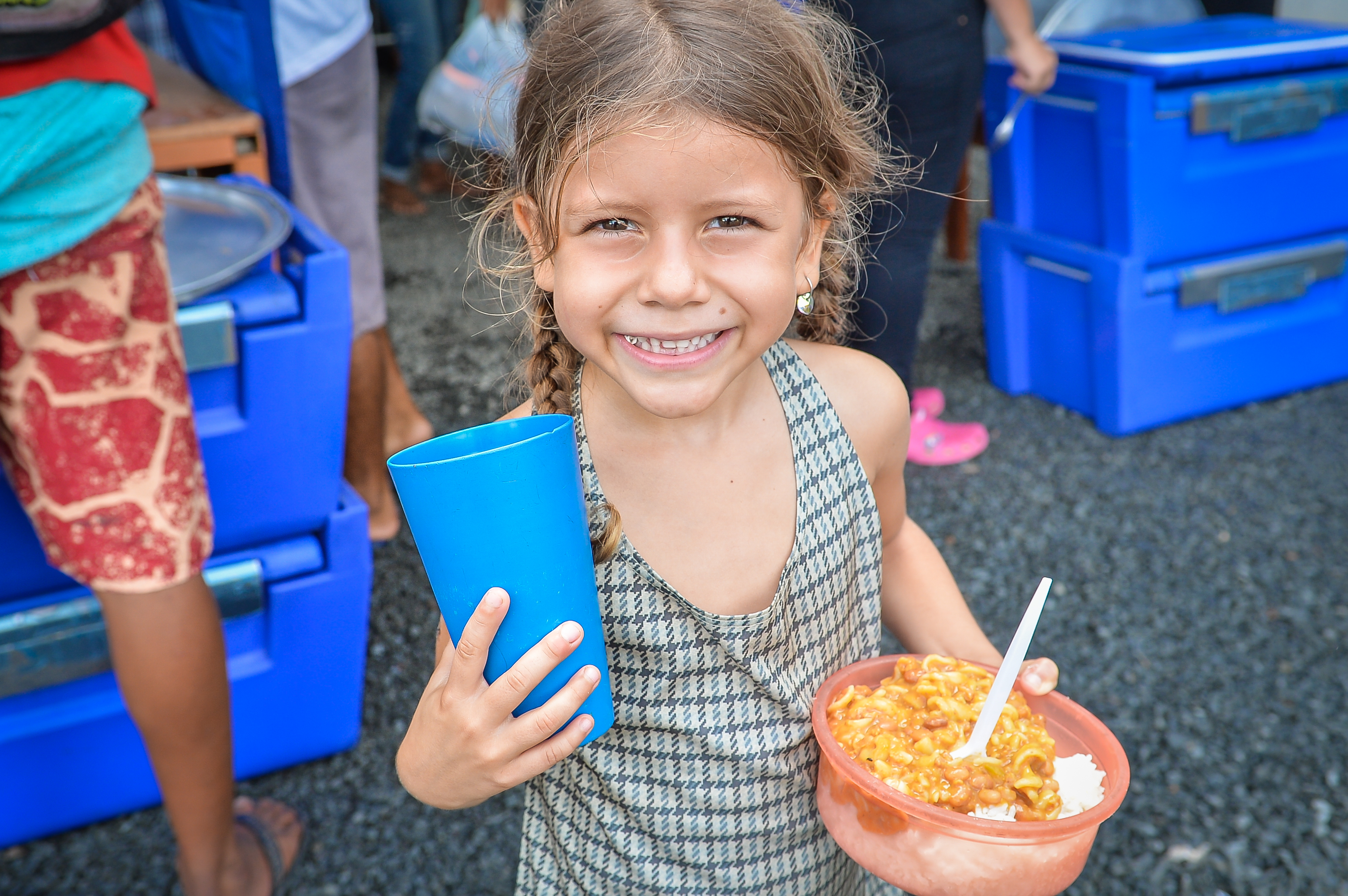
Niña venezolana.

Operação Acolhida (en español: Operación Acogida) es una operación brasileña lanzada por el Ejército brasileño en febrero de 2018, que tiene como objetivo proteger a los venezolanos que cruzan la frontera, proporcionando ayuda humanitaria a inmigrantes venezolanos en situaciones vulnerables, refugiados de la crisis política, institucional y socioeconómica que afecta a Venezuela. Comenzó bajo el presidente Michel Temer (mayo de 2016 - diciembre de 2018) y continúa bajo el presidente Jair Bolsonaro (enero de 2019 - diciembre de 2022) y el presidente Lula da Silva (desde enero de 2023).

## La operación

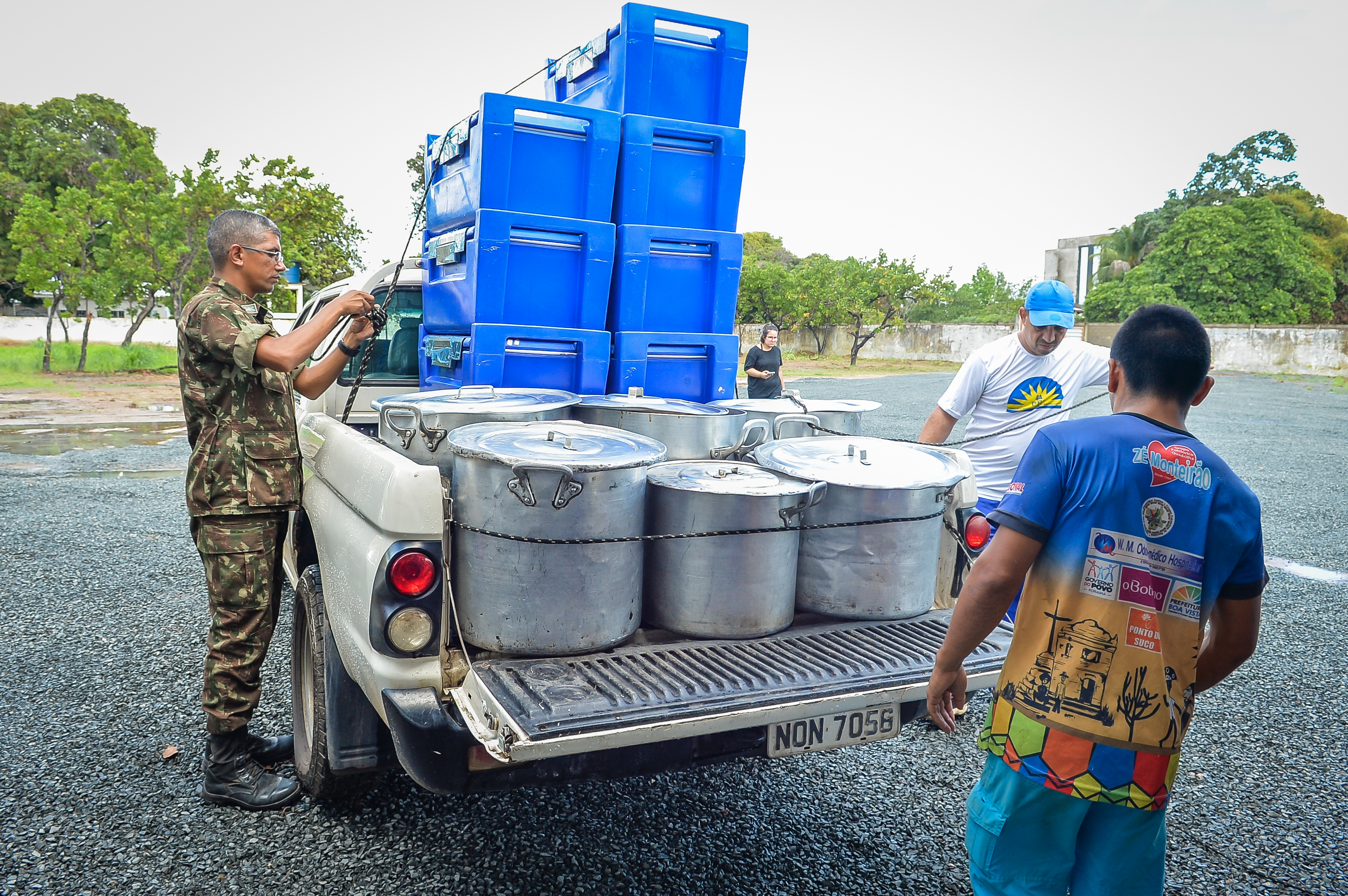
Insumos para venezolanos.

Fue creada durante la administración de Michel Temer, mediante decreto publicado el 15 de febrero de 2018, el operativo tiene como objetivo organizar la llegada de venezolanos a Brasil y buscar su inserción social y económica en el país, incluyendo el apoyo en la búsqueda de empleo y vivienda, centrándose principalmente en los municipios de Boa Vista y Pacaraima. Hasta enero de 2020, la operación fue coordinada por el general Eduardo Pazuello, quien renunció al ser designado secretario ejecutivo del Ministerio de Salud, dejando la coordinación de la operación al general Antônio Manoel de Barros.

### Ordenamiento fronterizo

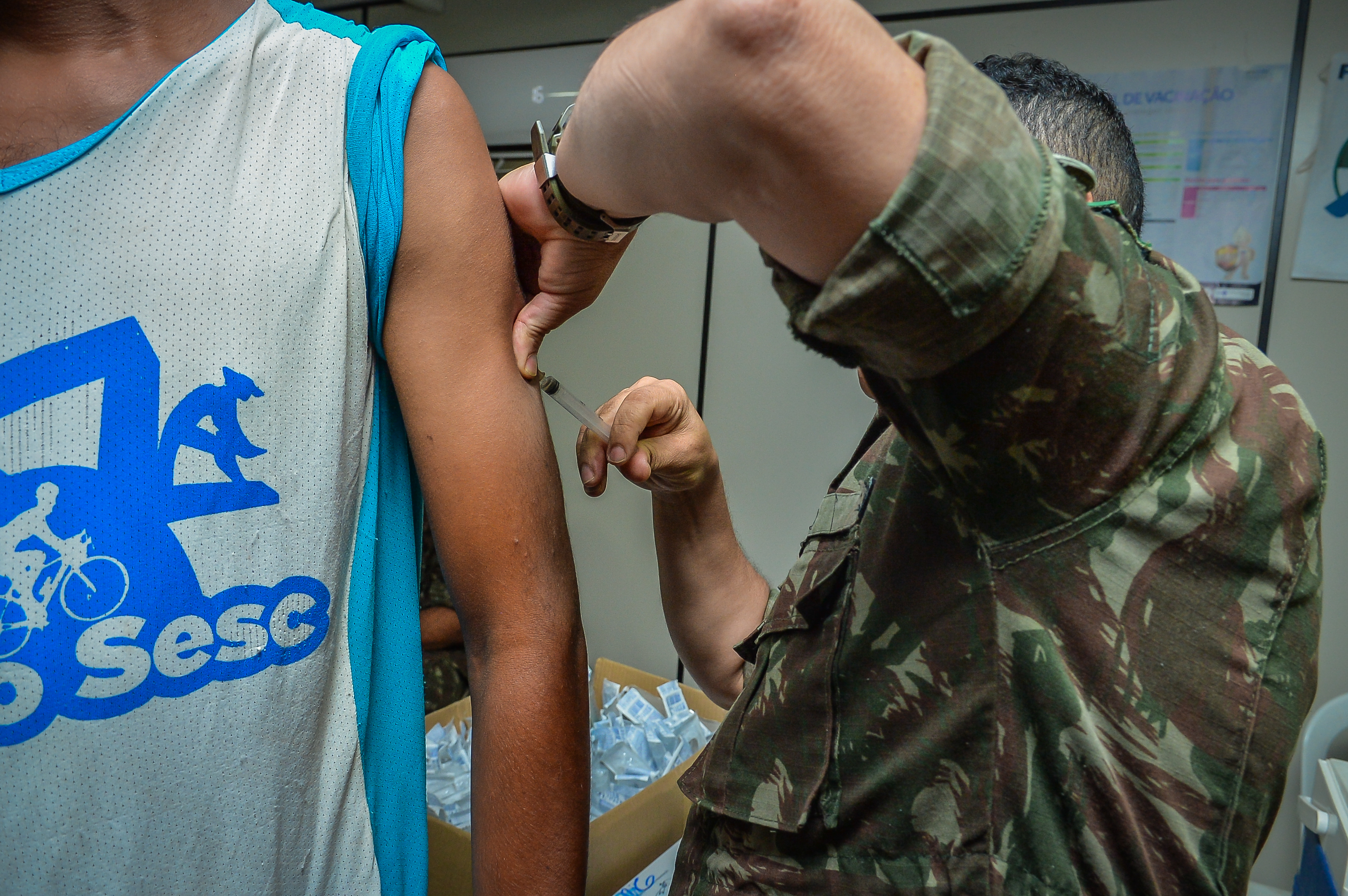
Vacunación de venezolanos.

La planificación fronteriza, según el Ministerio de Defensa, implica:
“la recepción, identificación, documentación, tamizaje y atención médica básica de los venezolanos que llegan a Brasil por la frontera con Roraima”.
Este paso incluye vacunar a los inmigrantes.

### Refugio de inmigrantes

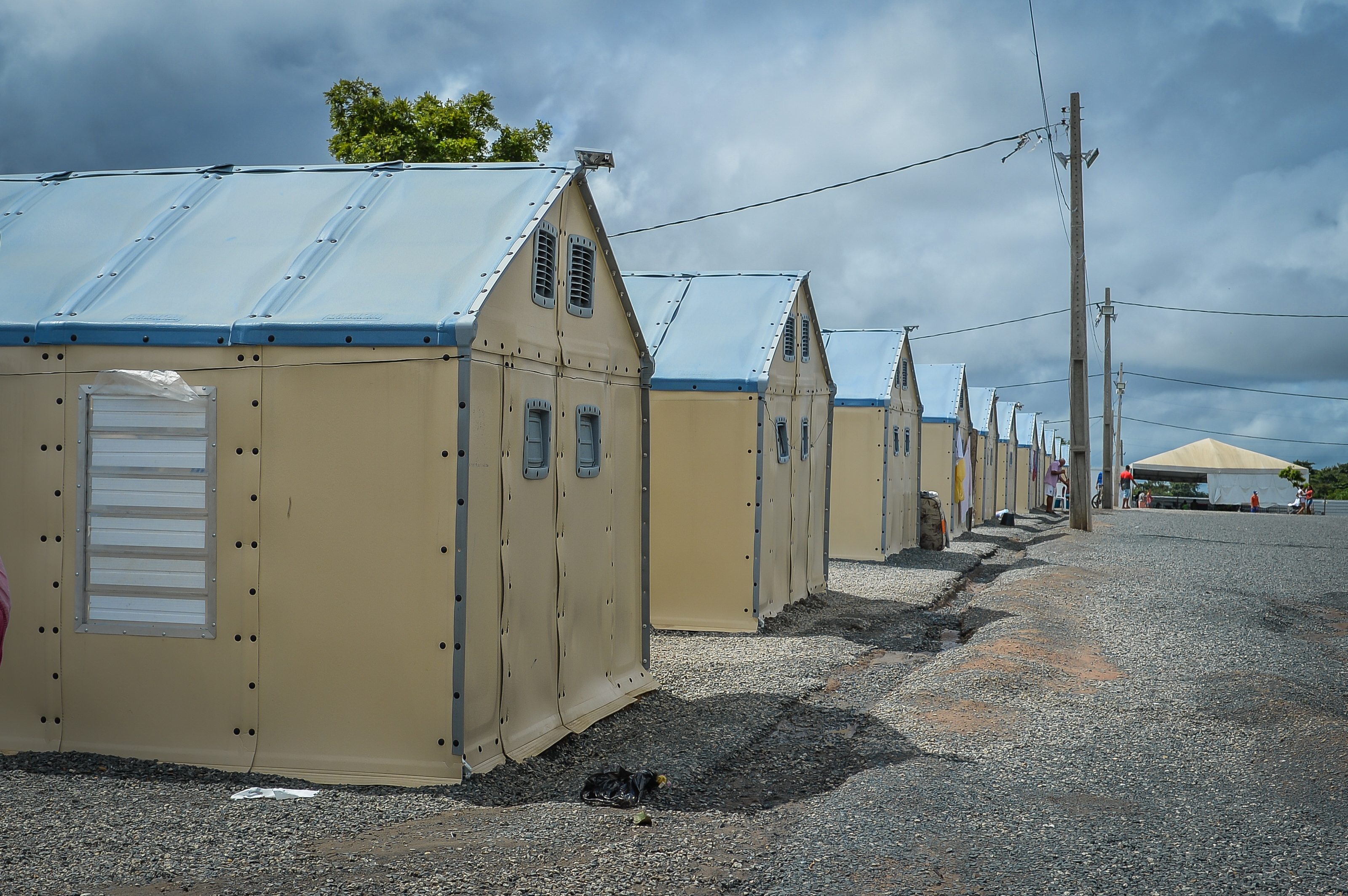
Albergues para venezolanos en 2019.

El albergue implica alojamiento en albergues y albergues en la zona fronteriza, con alimentación, educación, salud y protección social.

### Internalización

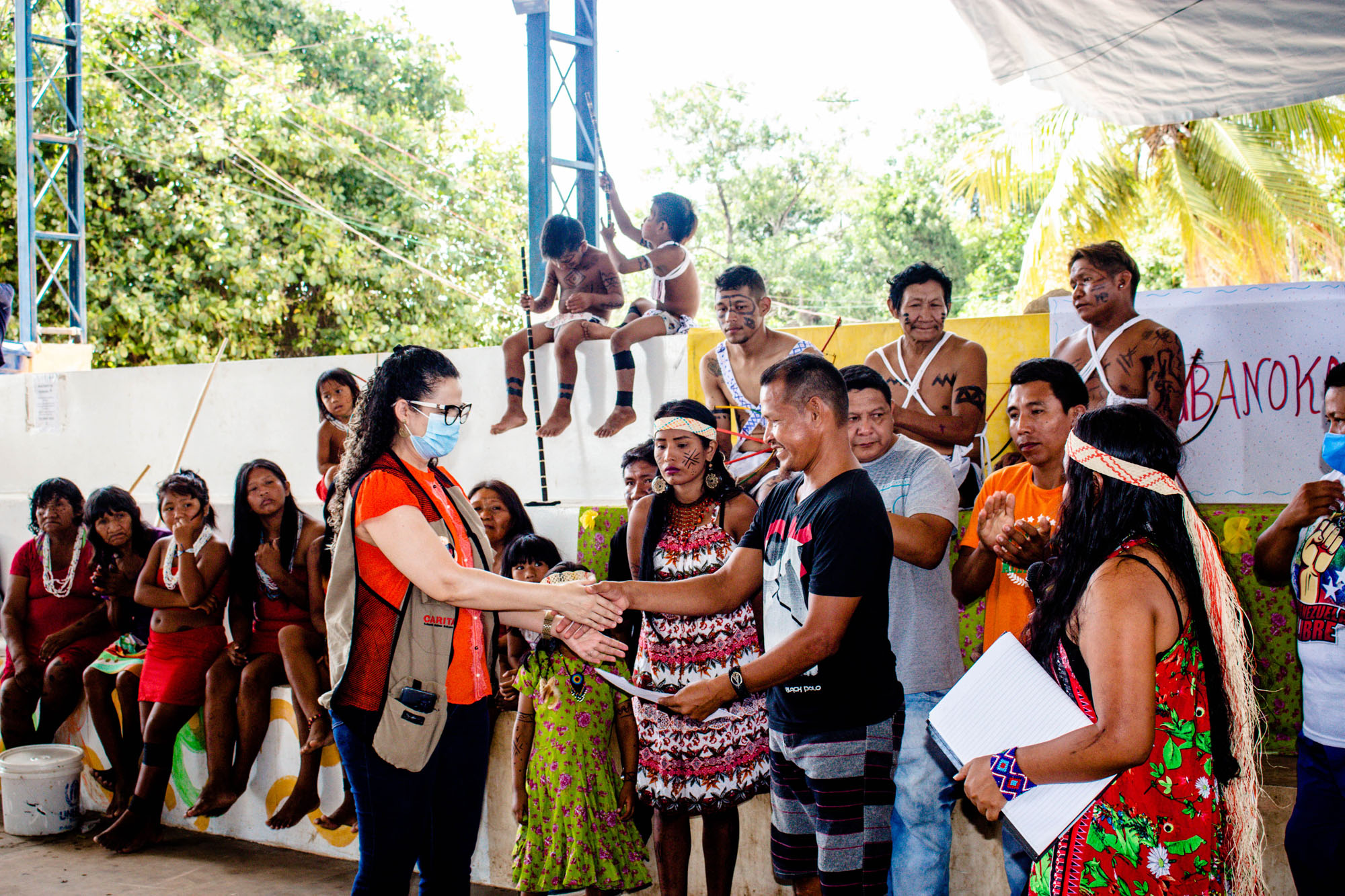
Inmigrantes e indígenas venezolanos, Boa Vista, Brasil.

La internalización consiste en trasladar refugiados venezolanos a otros estados de Brasil y apoyar su inserción social en el país. Sólo podrán participar en las acciones de internación los inmigrantes que se encuentren regularizados en el país, inmunizados, clínicamente evaluados y con término voluntario firmado.

## Controversias

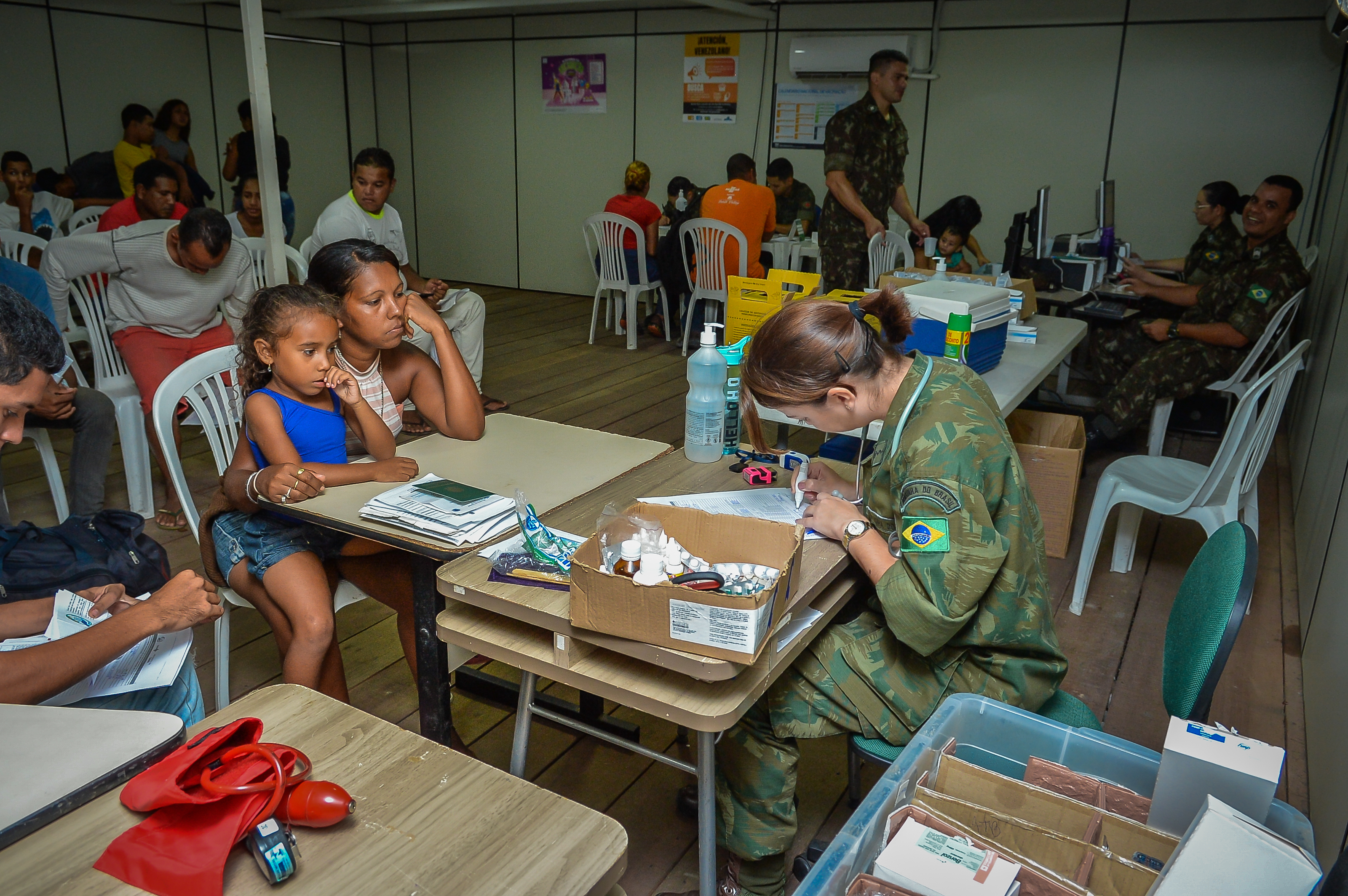
Registro de venezolanos.

El general Antônio Manoel de Barros, comandante militar de la operación Acolhida, desconoció los riesgos de un brote de la enfermedad en las tropas que se propagó salvajemente entre los 6.096 migrantes albergados en la región con la idea de inmunidad de grupo o de rebaño. Como resultado, al 15 de mayo de 2020, 41 venezolanos han contraído el coronavirus, de los cuales 26 se han recuperado y 1 ha fallecido.